# Gloryhammer
Gloryhammer est un groupe britannique de power metal formé en 2010. A l'occasion de leur premier album, ils se définissent eux-mêmes sur leur site officiel comme un groupe d' « heroic fantasy power metal », du fait notamment des thématiques de chansons relatives à l'univers fantasy et de leurs costumes, avant de changer cette appellation pour "Interdimensional Space Metal" à la suite de l'ajout d'un nombre important de thèmes relatifs à la science-fiction dans leurs albums suivants. Chacun de leurs albums est un album-concept dont les membres du groupe incarnent les principaux personnages ; c'est d'ailleurs sous le pseudonyme de leur personnage respectif qu'ils sont crédités sur les albums.

## Biographie

### Formation etTales from the Kingdom of Fife(2010-2014)
Formé en 2010 comme projet parallèle du claviériste et chanteur Christopher Bowes du groupe de pirate metal Alestorm,,, le groupe se fait vite remarquer par Napalm Records qui les signe courant 2012. Ils enregistrent par ailleurs une démo en 2010 contenant trois chansons, mais qui n'est pas publiée. 
Leur premier album Tales from the Kingdom of Fife sort le 29 mars 2013. Le 16 juillet, le groupe annonce une tournée pour promouvoir leur album, qu'ils font en compagnie de Darkest Era et Dendera. Le 4 mars 2014, ils repartent pour une nouvelle tournée en Australie, avec Lagerstein et d'autres invités. S'en suivra une autre tournée en Europe avec d'autres groupes, comme Twilight Force et Shear.

### Space 1992: Rise of the Chaos Wizards(2015-2017)
Le 7 avril 2015, le groupe annonce qu'ils rentrent en studio pour l'enregistrement d'un nouvel album qui s'intitule Space 1992 : Rise of the Chaos Wizards. Ils dévoilent sa sortie pour le 25 septembre 2015, ainsi que la liste des titres. Un extrait, Universe on Fire est diffusé le 8 août. Après la sortie de l'album, ils partent faire la tournée de promotion de celui-ci, avec notamment des passages dans des villes comme Riga, Berlin, Budapest, Munich ou bien Barcelone.
Le 21 mars 2016, le groupe annonce une tournée britannique en compagnie de Blind Guardian, avec notamment des concerts le 17 mai à Glasgow, le 18 mai à Manchester, le 19 mai à Dublin, le 21 mai à Nottingham et le 22 mai à Londres. Le 27 septembre 2016, le groupe annonce sur leur site officiel qu'il accompagnera HammerFall dans le cadre de leur "Built to Tour 2017" qui démarre le 12 janvier 2017 à Brême et qui passe par des villes comme Sarrebruck, Budapest, Vienne ou bien Berlin.

### Legends from Beyond the Galactic Terrorvortex(depuis 2019)
Le 31 janvier 2019, le groupe révèle les premières informations concernant leur troisième album, avec notamment son nom et sa pochette. Celui-ci s'intitule Legends from Beyond the Galactic Terrorvortex et est prévu alors pour le printemps 2019. Il est finalement publié le 31 mai 2019, toujours sous le label Napalm Records. La même année ils sont à l'affiche de la quatorzième édition du Hellfest , du Sabaton Open Air et du Wacken Open Air.
En août 2021, le groupe annonce se séparer du chanteur Thomas Winkler ; il est annoncé en décembre 2021 que le chypriote Sozos Michael rejoint le groupe, au début d’une tournée au Royaume-Uni.

## Membres

### Actuels
- Christopher Bowes (Zargothrax, Dark Emperor of Dundee) – claviers (depuis 2010)
- Paul Templing (Ser Proletius, Grand Master of the Deathknights of Crail) – guitare (depuis 2010)
- James Cartwright (The Hootsman, Astral Demigod of Unst) – basse (depuis 2010)
- Ben Turk (Ralathor, the Mysterious Submarine Commander of Cowdenbeath) – batterie (depuis 2010)
- Michael Barber (Zargothrax, Dark Emperor of Dundee) – claviers (2016–present)
- Sozos Michael - chant (depuis 2021)

### Anciens
- Thomas Winkler (Angus McFife XIII, Crown Prince of Fife) – chant (2010-2021)

## Vidéographie
- Angus McFife (2013)
- Quest For the Hammer of Glory (2013)
- The Unicorn Invasion of Dundee (2014)
- Universe on Fire (2015)
- Rise of The Chaos Wizards (2015)
- Gloryhammer (2019)
- The Siege of Dunkeld (In Hoots We Trust) (2019)
- Hootsforce (2019)
- The Land of Unicorns (2019)
- Fly away (2022)
- Keeper of the Celestial Flamme of Abernethy (2023)
- He has Returned (2024)